# لیگ برتر فوتبال آلمان شرقی
لیگ برتر فوتبال آلمان شرقی یا د د اِر اوبرلیگا (آلمانی: DDR-Oberliga) بالاترین سطح فوتبال در آلمان شرقی بود.
باشگاه فوتبال برلینر دینامو با ده بار قهرمانی، پر افتخارترین تیم این رقابت‌ها است.